# Dragu
Dragu – wieś w Rumunii, w okręgu Sălaj, w gminie Dragu. W 2011 roku liczyła 7377 mieszkańców.